# Justicia crebrinodis
Justicia crebrinodis är en akantusväxtart som beskrevs av Raymond Benoist. Justicia crebrinodis ingår i släktet Justicia och familjen akantusväxter. Inga underarter finns listade i Catalogue of Life.